# Болести (Більський повіт)
Болести (пол. Bolesty) — село в Польщі, у гміні Більськ-Підляський Більського повіту Підляського воєводства.
Населення — 105 осіб (2011).
У 1975—1998 роках село належало до Білостоцького воєводства.
Віряни Римо-Католицької Церкви належать до парафії Божого Милосердя в Більську Підляському.

## Демографія
Демографічна структура станом на 31 березня 2011 року:
|          | Загалом | Допрацездатний вік | Працездатний вік | Постпрацездатний вік |
| -------- | ------- | ------------------ | ---------------- | -------------------- |
| Чоловіки | 54      | 14                 | 30               | 10                   |
| Жінки    | 51      | 19                 | 17               | 15                   |
| Разом    | 105     | 33                 | 47               | 25                   |